# بطولة العالم للشطرنج 1892
|                         |                               |
| ويليام شتاينيتز         | ميخائيل شيغورين               |
|                         |                               |
| فائز ببطولة العالم 1889 | اللاعب الأقوى لمنافة شتاينيتز |
| 55 سنة                  | 41 سنة                        |

بطولة العالم للشطرنج بطولة العالم للشطرنج 1892 هي رابع بطولات العالم الرسمية في الشطرنج تنافس فيها بطل النسخة السابقة ويليام شتاينيتز مع متحديه الروسي السابق في بطولة 1889 ميخائيل شيغورين، ونظمت المقابلة في هافانا من 1 إلى 28 فيفري 1892.
تمكن شتاينيتز من الدفاع عن لقبه بصعوبة بعد فوزه بـ 6 انتصارات مقابل 4 خسارات وتسع وتعادلات.

## خلفية
بعـد تحدي إيزيدور غانسبيرغ وفشله في انتزاع لقب بطل العالم، عــاود شيغورين تحـدي شتاينيتز على اللقب حيث كان يعتبره الكثيرون آنذاك اللاعب الأجدر والقادر على هزيمة شتاينيتز.

## المقابلة والنتيجة
|                 | 1 | 2 | 3 | 4 | 5 | 6 | 7 | 8 | 9 | 10 | 11 | 12 | 13 | 14 | 15 | 16 | 17 | 18 | 19 | 20 | 21 | 22 | 23 | النقاط | الانتصارات |
| --------------- | - | - | - | - | - | - | - | - | - | -- | -- | -- | -- | -- | -- | -- | -- | -- | -- | -- | -- | -- | -- | ------ | ---------- |
| ميخائيل شيغورين | 1 | ½ | ½ | 0 | ½ | 0 | 1 | 1 | ½ | 1  | 0  | 1  | 0  | 0  | 1  | 0  | 1  | 0  | 1  | 0  | ½  | 0  | 0  | 10½    | 8          |
| ويليام شتاينيتز | 0 | ½ | ½ | 1 | ½ | 1 | 0 | 0 | ½ | 0  | 1  | 0  | 1  | 1  | 0  | 1  | 0  | 1  | 0  | 1  | ½  | 1  | 1  | 12½    | 10         |
حددت المقابلة بعشرين مباراة؛ وأول لاعب يحصل على 10.5 نقاط يفوز بالمقابلة ويعتبر بطل العالم، وفي حالة التعادل 10-10 بعد 20 مباراة يواصل اللاعبان اللعب حتى يفوز أحدهما بعشر مباريات، وإن وصلت النتيجة بفوز كل واحد 9-9 فإن المقابلة تعتبر تعادلا ويبقى المدافع عـن لقبه شتاينيتز بطلا للعالم.
بعد عشرين مباراة كانت النتيجة 10-10 نقاط لكل منهما مـع 8 انتصارات لكل واحد منهما، لذا واصل اللاعبان اللعب حتى يفوز أحدهما بعشر مباريات، المباراة 21 كانت تعادلا غير أن شتاينيتز تمكن من الفوز بالمباراة الـ 22 والـ 23 وعليه حافظ على لقبه

## المباريات
تميزت المقابلة بأحـداث مثيرة فلقد تمكن شيغورين من افتتاح الانتصار في المقابلة والتصدر بمباراة رائعة ، وواصل تصدره حتى المباراة التاسعة عشر لكن شتاينيز تمكن من تعديل النتيجة ثم التفوق بفوز واحد ليختم شيغورن المقابلة بخطأ فادح في المباراة الأخيرة أفقده حظوظه في اللقب. 
المباراة الرابعة من المقابلة مباراة رائعة من شتاينيتز ، تميزت بالتضحية بقلعتين لجر الملك إلى الوسط الرقعة وإماتته. 

## روابط خارجية
- رابط لمباريات البطولة على موقع chessgames.com